# 鳳翠
鳳翠（英語：Fung Tsui，代號：N15）是香港北區區議會下轄的選區，1999年設立，2023年區議會改制後取消，末任區議員為遵理學校中文科補習教師蔣旻正。

## 範圍
選區位於上水北部，現時包括梧桐河、馬會道、文錦渡路沿線的鄉村、寶石湖路以西的大頭嶺及松柏塱，以及位於石湖墟以北的翠麗花園，是區內少數跨越東鐵綫的選區之一。與同屬北區區議會的粉嶺市選區的格局一樣，此選區由一個高密度大型屋苑（翠麗花園）連同多個原居民單一氏族有關連的鄉郊村落（與上水廖氏有關連的上水鄉及華山村）及低密度住宅區所組成。
本區得名自區內上水鄉上水廖氏所創辦的鳳溪公立學校以及翠麗花園，與其相連的選區有天平東、天平西、石湖墟、上水鄉郊、沙打與及皇后山，投票站設於鳳溪廖萬石堂中學。

## 沿革
1999年區議會選舉，因應青山公路古洞段沿線發展，上水鄉郊選區人口超出上限，選舉管理委員會將原有上水鄉郊選區內的梧桐河沿線鄉村連同原石湖墟選區內的上水鄉合為一個新選區，為達到選區人口基準，翠麗花園亦包括在內，選區命名為鳳翠。是次選舉由來自選區內上水鄉上水廖氏的廖超華以1,052票擊敗對手侯慶榮的802票，選後廖加入民主建港聯盟。
提名期間選舉主任以未能符合《區議會條例》三年居住期規定為理由，裁定報名參選本區的天平西選區時任議員區維坤妻子連遂蓮的提名無效。連氏經高等法院原訟法庭於2000年5月覆核成功，引致2000年7月補選。是次補選中廖侯二人再度對壘，而連則未有參選，結果由廖以1,470票多於侯的912票再次勝出。
2003年區議會選舉，競逐連任的民主建港聯盟廖超華遇上空降參選，報稱獨立的泛民主派人士馮家駒挑戰，結果廖以接近三分二得票而連任。而在2007年區議會選舉，只有三名廖氏候選人參選，結果當時報稱獨立候選人的廖國華以二百多票差距打敗廖超華當選。
2011年區議會選舉，廖超華與廖國華再次對壘，加上新界社團聯會支持的廖興洪參選，最終廖國華以1,500多票多於另外兩人的900多票當選連任。廖國華選後因與田北俊合組名單參選2012年立法會選舉而加入自由黨，而廖興洪則以民建聯名義繼續在此選區進行社區服務。
2015年區議會選舉，外界預計只有競逐連任的廖國華以及民建聯成員廖興洪二人競選之際，報稱獨立候選人的時任翠麗花園業主委員會主席余萬光亦報名參選此選區。惟余在鄉村地帶知名度不足，估計其票源主要來自其居住及服務的翠麗花園，而余的女兒選舉期間在Facebook的一篇文章，引起網民共鳴。最終由廖興洪以四成得票，多於三成五的廖國華和兩成四的余萬光而當選。
2019年區議會選舉，由於上水鄉郊選區人口超出上限，選管會將原屬該選區的大頭嶺及松柏塱劃入本區，使本區橫跨東鐵綫。而正當外界盛傳上屆敗選後，近年積極於區內進行社區服務的余萬光，或會再度披甲上陣之際，余卻在其Facebook帳戶宣布將不會參選。其後兩位曾表示積極考慮參選北區其他選區，但因讓路予當區其他理念相近的有意參選者的兩位政治素人－前警察總部餐廳經理徐逸昇以及遵理學校中國語文科補習導師蔣旻正，均表示積極考慮參選本區。直到提名期展開時，則只有蔣及競逐連任的廖興洪報名參選。選舉期間更先後發生蔣進行選舉宣傳街站期間遭毆打，以及廖的選舉宣傳橫額遭毀壞且疑犯向制止事件的休班警揮刀施襲這些肢體衝突事件。最終由蔣以約五成半的得票率擊敗廖當選；並結束自此選區成立以來一直由上水廖氏壟斷此選區議席的局面。因應政府計劃追討協助民主派初選區議員的酬金津貼傳聞所帶動的區議員辭職潮中，蔣氏於2021年7月7日辭去區議員職務。

## 歷屆議員
| 屆別                 | 議員   | 政治聯繫 | 政治聯繫 |
| -------------------- | ------ | -------- | -------- |
| 2000年－2003年       | 廖超華 |          | 民建聯   |
| 2004年－2007年       | 廖超華 |          | 民建聯   |
| 2008年－2011年       | 廖國華 |          | 無黨籍   |
| 2012年－2015年       | 廖國華 |          | 自由黨   |
| 2016年－2019年       | 廖興洪 |          | 民建聯   |
| 2020年－2021年7月7日 | 蔣旻正 |          | 北區連線 |
| 2021年7月8日－2023年 | 懸空   | 懸空     | 懸空     |

## 歷屆選舉結果
| 政党   | 政党     | 候选人    | 票数  | %     | ±      |
| ------ | -------- | --------- | ----- | ----- | ------ |
|        | 民建聯   | ①. 廖興洪 | 2,963 | 44.94 | ▲4.62  |
|        | 北區連線 | ②. 蔣旻正 | 3,630 | 55.06 | 不適用 |
| 多数票 | 多数票   | 多数票    | 667   | 10.12 | ▲5.5   |

| 政党   | 政党   | 候选人    | 票数  | %     | ±      |
| ------ | ------ | --------- | ----- | ----- | ------ |
|        | 獨立   | ①. 余萬光 | 981   | 23.99 | 不適用 |
|        | 自由黨 | ②. 廖國華 | 1,460 | 35.7  | ▼8.11  |
|        | 民建聯 | ③. 廖興洪 | 1,649 | 40.32 | ▲11.98 |
| 多数票 | 多数票 | 多数票    | 189   | 4.62  | ▼10.86 |

| 政党   | 政党         | 候选人    | 票数  | %     | ±      |
| ------ | ------------ | --------- | ----- | ----- | ------ |
|        | 獨立         | ①. 廖超華 | 979   | 27.85 | ▼10.59 |
|        | 獨立         | ②. 廖國華 | 1,540 | 43.81 | ▼2.95  |
|        | 新界社團聯會 | ③. 廖興洪 | 996   | 28.34 | 不適用 |
| 多数票 | 多数票       | 多数票    | 544   | 15.48 | ▲7.16  |

| 政党   | 政党   | 候选人    | 票数  | %     | ±      |
| ------ | ------ | --------- | ----- | ----- | ------ |
|        | 獨立   | ①. 廖瑞驄 | 429   | 14.8  | 不適用 |
|        | 民建聯 | ②. 廖超華 | 1,114 | 38.44 | ▼21.34 |
|        | 無黨派 | ③. 廖國華 | 1,355 | 46.76 | 不適用 |
| 多数票 | 多数票 | 多数票    | 241   | 8.32  | ▼11.23 |

| 政党   | 政党   | 候选人    | 票数  | %     | ±      |
| ------ | ------ | --------- | ----- | ----- | ------ |
|        | 民建聯 | ①. 廖超華 | 1,504 | 59.78 | 不適用 |
|        | 獨立   | ②. 馮家駒 | 1,012 | 40.22 | 不適用 |
| 多数票 | 多数票 | 多数票    | 492   | 19.55 | 不適用 |

| 政党   | 政党   | 候选人    | 票数  | %     | ±      |
| ------ | ------ | --------- | ----- | ----- | ------ |
|        | 獨立   | ①. 侯慶榮 | 912   | 38.29 | 不適用 |
|        | 民建聯 | ②. 廖超華 | 1,470 | 61.71 | 不適用 |
| 多数票 | 多数票 | 多数票    | 558   | 23.43 | 不適用 |

| 政党   | 政党   | 候选人    | 票数  | %     | ±      |
| ------ | ------ | --------- | ----- | ----- | ------ |
|        | 獨立   | ①. 侯慶榮 | 802   | 43.26 | 不適用 |
|        | 民建聯 | ②. 廖超華 | 1,052 | 56.74 | 不適用 |
| 多数票 | 多数票 | 多数票    | 250   | 13.48 | 不適用 |

## 備注及參考資料
1. ↑  有消息指疑犯曾租住廖興洪的物業但其後不獲續租，估計犯案原因與是次選舉或政治取向無關。[12]

1. ↑   (PDF).   [2019-12-16]. （原始内容存档 (PDF)于2019-12-16）.
2. ↑   (PDF).   [2019-12-16]. （原始内容存档 (PDF)于2020-08-20）.
3. ↑   (PDF).   [2018-11-08]. （原始内容存档 (PDF)于2015-11-22）.
4. ↑   (PDF).   [2018-11-08]. （原始内容存档 (PDF)于2018-11-22）.
5. ↑  【短片：點解你要選】女撐父參選網上發文 母驚見感動灑淚 (10:00) （页面存档备份，存于），明報，2015-11-19
6. ↑   (PDF).   [2019-10-16]. （原始内容存档 (PDF)于2019-01-17）.
7. ↑  余萬光. . 2019-09-19  [2019-10-16].
8. ↑  RickyChui-徐逸昇. . 2019-09-23  [2019-10-16].
9. ↑  [永久]
10. ↑  . 蘋果日報. 2019-11-17  [2019-11-22].
11. ↑  . 立場新聞. 2019-11-22  [2019-11-22]. （原始内容存档于2020-08-08）.
12. ↑  凌逸德. . 香港01. 2019-11-21  [2019-11-22].